# جوني تايلر
جوني تايلر (بالإنجليزية: Johnny Tyler)‏ هو كاتب أغاني وموسيقي ومغني أمريكي، ولد في 6 فبراير 1918 في أركنساس في الولايات المتحدة، وتوفي في 25 سبتمبر 1961 في ميزوري في الولايات المتحدة.